# Donington Live 1992
Donington Live 1992 je videozáznam hudebního alba Live at Donington heavymetalové kapely Iron Maiden. Záznam obsahuje kompletní vystoupení skupiny v roli hlavní hvězdy anglického festivalu Monsters of Rock, jež bylo v roce 1992 součástí jejich světového turné na podporu alba Fear of the Dark.
Kapela překvapila fanoušky, když na pódium poprvé po čtyřech letech pozvala svého bývalého kytaristu Adriana Smithe, který s Iron Maiden zahrál přídavek "Running Free."

## Seznam skladeb
1. "Be Quick or Be Dead"
2. "The Number of the Beast"
3. "Wrathchild"
4. "From Here to Eternity"
5. "Can I Play with Madness"
6. "Wasting Love"
7. "Tailgunner"
8. "The Evil That Men Do"
9. "Afraid to Shoot Strangers"
10. "Fear of the Dark"
11. "Bring Your Daughter...To the Slaughter"
12. "The Clairvoyant"
13. "Heaven Can Wait"
14. "Run to the Hills"
15. "2 Minutes to Midnight"
16. "Iron Maiden"
17. "Hallowed Be Thy Name"
18. "The Trooper"
19. "Sanctuary"
20. "Running Free" (s Adrianem Smithem)

## Sestava
- Bruce Dickinson – zpěv
- Dave Murray – kytara
- Janick Gers – kytara
- Steve Harris – baskytara
- Nicko McBrain – bicí

spolu s:
- Michael Kenney – klávesy
- Adrian Smith – kytara na "Running Free"